# Jazz Advance
Jazz Advance je první studiové album amerického klavíristy Cecil Taylora. Jeho nahrávání probíhalo v září 1956 v Bostonu a vyšlo ve stejném roce u vydavatelství Transition Records. Album produkoval Tom Wilson.

## Seznam skladeb
| Pořadí         | Název                            | Autor                                   | Délka |
| -------------- | -------------------------------- | --------------------------------------- | ----- |
| 1.             | Bemsha Swing                     | Denzil Best, Thelonious Monk            | 7:29  |
| 2.             | Charge 'Em Blues                 | Cecil Taylor                            | 11:07 |
| 3.             | Azure                            | Duke Ellington, Irving Mills            | 7:29  |
| 4.             | Song                             | Cecil Taylor                            | 5:21  |
| 5.             | You'd Be So Nice to Come Home To | Cole Porter                             | 9:18  |
| 6.             | Rick Kick Shaw                   | Cecil Taylor                            | 6:06  |
| 7.             | Sweet and Lovely                 | Gus Arnheim, Jules LeMare, Harry Tobias | 6:36  |
| Celková délka: | Celková délka:                   | Celková délka:                          | 52:59 |

## Obsazení
- Cecil Taylor – klavír
- Buell Neidlinger – kontrabas (skladby 1–4, 6 a 7)
- Denis Charles – bicí (skladby 1–4, 6 a 7)
- Steve Lacy – sopránsaxofon (skladby 2 a 4)